# Willy Longueville
Willy Longueville (ur. w 1910 roku) – belgijski kierowca wyścigowy.

## Kariera
Longueville rozpoczął karierę w wyścigach samochodowych w 1928 roku w Bugatti T38, który później zmienił na modele T37A i T35B. Wystartował w kilkunastu wyścigach z cyklu Grand Prix w latach 1930-1935, lecz tylko raz zdołał w nich osiągnąć linię mety. Było to w sezonie 1934 podczas Grand Prix Frontières, którego został zwycięzcą. W 1935 roku zakończył ściganie z powodu rosnących kosztów.